# Rp과정
rp-과정(rp-process)은 빠른 양성자 포획 과정이다. 텔루륨까지의 핵을 생성하는 것으로 밝혀졌다.